# Köhlbrandbrücke
Die Köhlbrandbrücke verbindet seit dem 23. September 1974 in Hamburg die Elbinsel Wilhelmsburg mit der Bundesautobahn 7 (Anschlussstelle 30 Waltershof). Das Bauwerk überspannt den 325 m breiten Köhlbrand, einen Arm der Süderelbe. Die Schrägseilbrücke wurde von dem Bauingenieur Paul Boué und dem Architekten Egon Jux entworfen.
Die Brücke ist durch die Behörde für Kultur und Medien unter der Nummer 28577 in der Liste der Hamburger Kulturdenkmäler erfasst. Die Landmarke ist heute ein Hamburger Wahrzeichen. Ferner wurde sie auf einer Sonderbriefmarke zu 0,80 DM dargestellt. Diese Europamarke kam am 5. Mai 1987 an die Schalter der Bundespost. Sie ist Deutschlands zweitlängste Brücke.

## Konstruktion
Der Brückenzug ist insgesamt 3618 m lang und nach der Hochstraße Elbmarsch die zweitlängste Straßenbrücke Deutschlands. Das Bauwerk besteht aus der westlichen Rampenbrücke (Rampe Waltershof), der Strombrücke (Köhlbrandbrücke) und der östlichen Rampenbrücke (Rampe Neuhof). Die östliche Rampenbrücke ist eine 2050 m lange Stahlbeton- und Spannbetonkonstruktion, die 520 m lange Strombrücke ist als Schrägseilbrücke in Stahl ausgeführt und die 1048 m lange westliche Rampenbrücke aus Spannbeton.

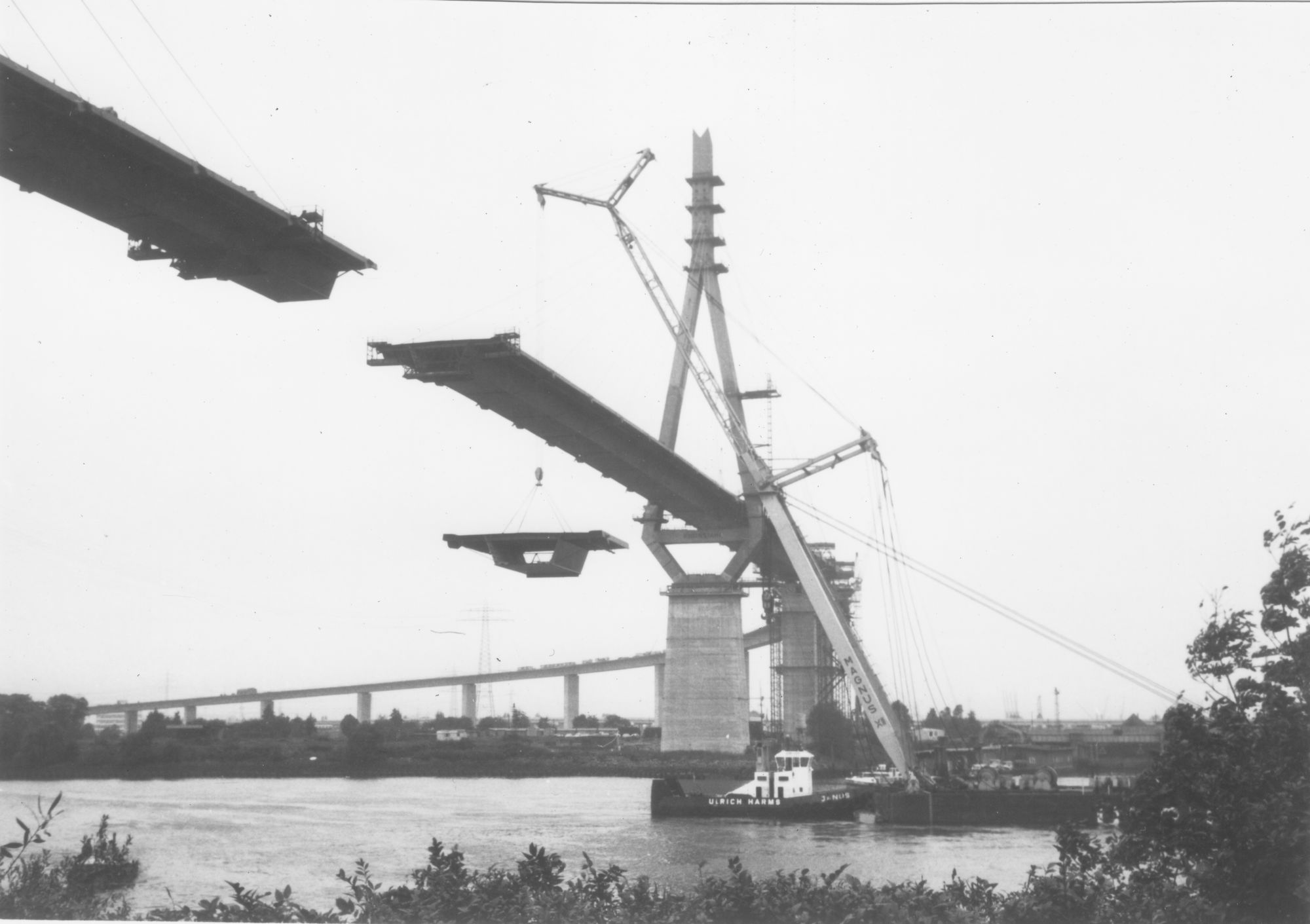
Ein 3,5 m hoher Stahlhohlkasten wird per Schwimmkran während des Baus der Brücke eingehoben (1973)

Die Strom-Überbrückung weist drei Öffnungen mit 97,5 m, 325 m und 97,5 m Stützweite auf. Die Schrägseilbrücken-Konstruktion hat fächerförmige Abspannungen mit 88 Stahlseilen (bis zu 10 cm dick), die einerseits am Brückenkasten an außen angebrachten Konsolen und andererseits an den stählernen Pylonen befestigt sind. Der Überbau (Brückenträger) besteht aus einem einzelligen, 3,52 m hohen Stahlhohlkasten mit einer 17,2 m breiten Fahrbahnplatte. Die Pylone stehen auf 37 m hohen Stahlbetonpfeilern und erreichen eine Höhe von 135 m über dem mittleren Tidehochwasser. Die lichte Höhe der Hauptöffnung beträgt 53 m über dem mittleren Tidehochwasser, womit das Bauwerk derzeit (Stand 2015) nur für wenige Schiffe ein Hindernis darstellt.
Die östliche Rampenbrücke in Neuhof besteht aus drei Abschnitten. Der erste Abschnitt im Verzweigungsbereich der Straße besteht aus einer 153,5 m langen Stahlbetonplatte. Daran schließt sich eine durch Dehnfugen getrennte, im Grundriss gekrümmte, zwölffeldrige Spannbetonbrücke mit Stützweiten von 3 × 35 m – 36,5 m – 2 × 36 m – 36,4 m – 29,5 m – 30 m – 25,6 m – 26,5 m – 30 m an. Der Brückenquerschnitt besteht aus zwei Hohlkästen mit 2,0 m Konstruktionshöhe und ist fugenlos mit der siebenfeldrigen Brücke der Abfahrt Breslauer Straße verbunden. Im weiteren Verlauf besteht die östliche Hauptrampe aus einem zweizelligen, dreistegigen Hohlkastenquerschnitt mit einer Regelkonstruktionshöhe von 3,0 m und einer Fahrbahnplattenbreite von 17,6 m. Dieser Teil hat 30 Felder, zwei Durchlaufträger als Bauwerkssystem in Längsrichtung und Stützweiten von 35 m – 27 × 50 m – 55 m – 60 m. Die maximale Gradiente beträgt 4 %.
Die westliche Rampenbrücke in Waltershof ist im Grundriss S-förmig mit Radien bis zu 175 m gekrümmt und hat 19 Felder. Die Stützweiten der Balkenbrücke betragen 8 × 70 m – 60 m – 2 × 50 m – 7 × 42 m – 34 m. Der Querschnitt der Spannbetonbrücke ist ein einzelliger Hohlkasten mit geneigten Stegen und 3,55 m Konstruktionshöhe.
Die Montage der Pylone erfolgte mit einem Autokran mit einer Traglast von 1000 t. Für die Montage der Versteifungsträger in der Stromöffnung wurde ein Schwimmkran verwendet. Bei den Spannbetonüberbauten kam eine Vorschubrüstung zur Anwendung. Zum Bau der Brücke wurden 81.000 Kubikmeter Beton und 12.700 Tonnen Stahl verwendet. Die Bauzeit betrug vier Jahre, die Kosten beliefen sich auf 160 Millionen DM.
Die Einweihung erfolgte am 20. September 1974 durch den damaligen Bundespräsidenten Walter Scheel. Anschließend hatte die Bevölkerung drei Tage lang die Gelegenheit, die Brücke zu begehen. Über 600.000 Hamburger nahmen diese Möglichkeit wahr. Für dieses Ereignis prägte die Stadt 100.000 Erinnerungsmedaillen, die sehr schnell vergriffen waren.
Durch ihre Höhe ist die Köhlbrandbrücke weiträumig sichtbar und ein Wahrzeichen der Stadt Hamburg. Im Jahr 1975 nahm der für den Stahlbau der Schrägseilbrücke leitend verantwortliche Bauingenieur Paul Boué den Europäischen Stahlbaupreis (EKS|ECCS|CECM) in Torremolinos (Spanien) entgegen, die architektonische Beratung erbrachte Egon Jux. Die Spannbetonbrücken wurden unter der Leitung des Bauingenieurs Hans Wittfoht als Federführer einer Arbeitsgemeinschaft geplant und ausgeführt.
Anfangs wurden an der Brücke gelegentlich große Schwingungen der Tragseile bei gleichzeitigem Auftreten von Regen und Wind beobachtet. Diese wurden durch die nachträgliche Montage von Schwingungsdämpfern unterbunden. Wegen Korrosionsschäden und Drahtbrüchen wurden von 1978 bis 1979 sämtliche Seile ausgetauscht, was weitere 12,5 Mio. DM kostete. Im März 2014 begann eine umfassende Grundinstandsetzung der Brücke, die 2016 bei 61 Mio. Euro Kosten abgeschlossen wurde.

## Verkehr

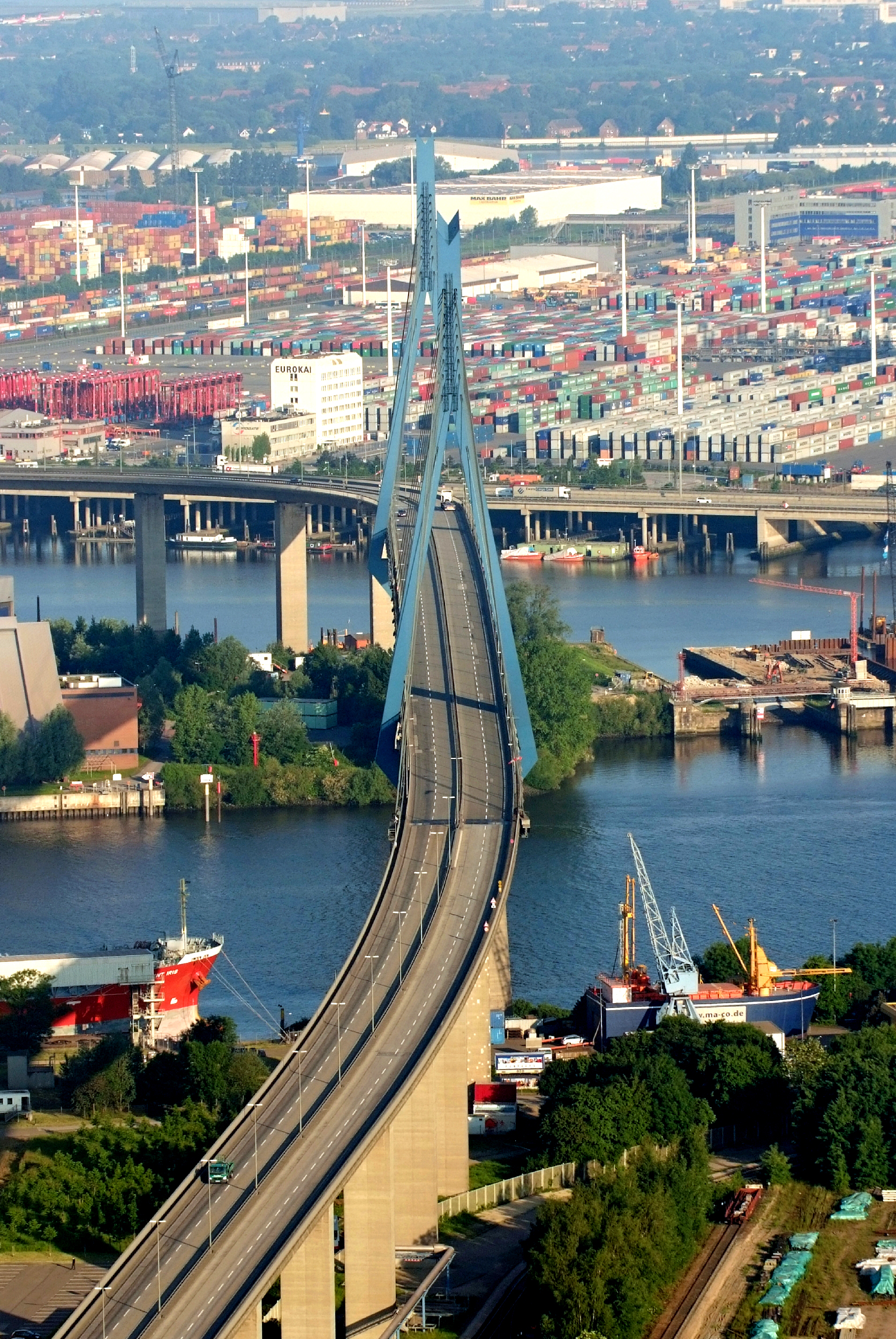
Luftaufnahme von Ost nach West

Die Brücke hat vier Fahrstreifen und wurde 2013 von durchschnittlich 37.000 Fahrzeugen pro Werktag genutzt, davon etwa 36 Prozent Schwerverkehr. Hauptsächlich werden Güter transportiert, die in den im Hafengebiet liegenden Containerterminals (u. a. der Containerterminal Altenwerder und die Automobilverladeanlagen an der Rethe) verschifft werden oder von dort kommen.
Rad- und Mofafahrer dürfen die Brücke nicht benutzen. Fußgänger können die Brücke nur ausnahmsweise benutzen: zur Eröffnung, zum 25. Geburtstag (1999) und seit 2011 können die Teilnehmer des jährlich am 3. Oktober stattfindenden Köhlbrandbrückenlaufs die Aussicht auf den Hafen und die Stadt genießen. Die 12,3 Kilometer lange Strecke beginnt in der Nähe der östlichen Brückenauffahrt und führt einmal über die Brücke hinweg und wieder zurück. Radfahrer können die Brücke jährlich als Teilnehmer des Hamburger Cyclassics-Rennens oder im Rahmen der Fahrradsternfahrt zum Mobil-ohne-Auto-Tag passieren. Seit einigen Jahren wird die Köhlbrandbrücke während des Silvesterfeuerwerks für den öffentlichen Verkehr gesperrt.
Die Köhlbrandbrücke dient hauptsächlich dem Verkehr zwischen der westlichen Hafenseite zur Bundesautobahn 1 sowie zwischen der östlichen Hafenseite und der A 7. Da die Brücke selbst kein Ziel darstellt, findet man Köhlbrandbrücke in ganz Hamburg nirgendwo ausgeschildert. Wer sie befahren möchte, verlässt die A 7 an der Anschlussstelle Waltershof oder fährt umgekehrt von Hamburg Zentrum über den Veddeler Damm und weiter Richtung A 7 Richtung Flensburg. Ohne eigenes Auto kann im Stadtbusverkehr die Linie 151 zwischen Wilhelmsburg und Finkenwerder genutzt werden.

## Durchfahrtshöhe
Die lichte Höhe der Köhlbrandbrücke beträgt 55,3 m bei niedrigst-möglichem Wasserstand (LAT), die Durchfahrtshöhe für Schiffe beträgt 51 m bei mittlerem Hochwasserstand (MHW).
Die Schiffsführung von Großcontainerschiffen und Bulkcarriern (etwa der 332 m langen BW Fjord) muss beim Ein- und Auslaufen aus dem Köhlbrand die Gezeiten und Stromverhältnisse beachten, um die exakte Durchfahrtshöhe („Airdraft“) des Schiffes zu ermitteln. Der jeweils aktuelle Pegelstand der Elbe sowie der Tiefgang des Schiffes sind in die Berechnung mit einzubeziehen, um einen ausreichenden Sicherheitsabstand zum Brückendeck zu gewährleisten. Die genannten Faktoren haben Einfluss auf das Beladen und Löschen des Schiffes. Die meisten Großcontainerschiffe fahren bei Niedrigwasser gemäß Airdraft mit ausreichendem Sicherheitsabstand und passieren so die Köhlbrandbrücke (siehe rechtes Foto). Die sichere Passagezeit wird vom Kapitän, dem Hamburger Hafenbetreiber (HPA) und den Hafenlotsen genau berechnet. Oft ist es erforderlich, beispielsweise meterhohe Radarmasten umzuklappen. Aufkommende Schiffe können den Pegelstand beim Köhlbrandhöft (Radarturm) ablesen. Von vom Containerterminal Altenwerder (CTA) oder Hansaport auslaufenden Schiffen aus ist die Anzeige der jeweiligen Durchfahrtshöhe oben in der Mitte der Brücke (Brückenpegel) zu sehen.
Großcontainerschiffe wie die Alexander von Humboldt mit knapp 400 m Länge (LüA) können wegen ihrer Höhe über Kiel (in diesem Fall sind das 69,5 m HüA) am Containerterminal Altenwerder nicht anlegen, weil sie auch bei niedrigstem Wasserstand (LAT) nicht unter der Brücke durchpassen. Deren Container müssen an einem anderen Containerterminal umgeschlagen werden. Allerdings machen die meisten Containerschiffe ohnehin in Waltershof – am Containerterminal Burchardkai – fest, da das CTA ein relativ kleines Terminal ist und der Hansaport ein Schüttguthafen ist (dort werden ausschließlich Eisenerz und Kohle umgeschlagen).

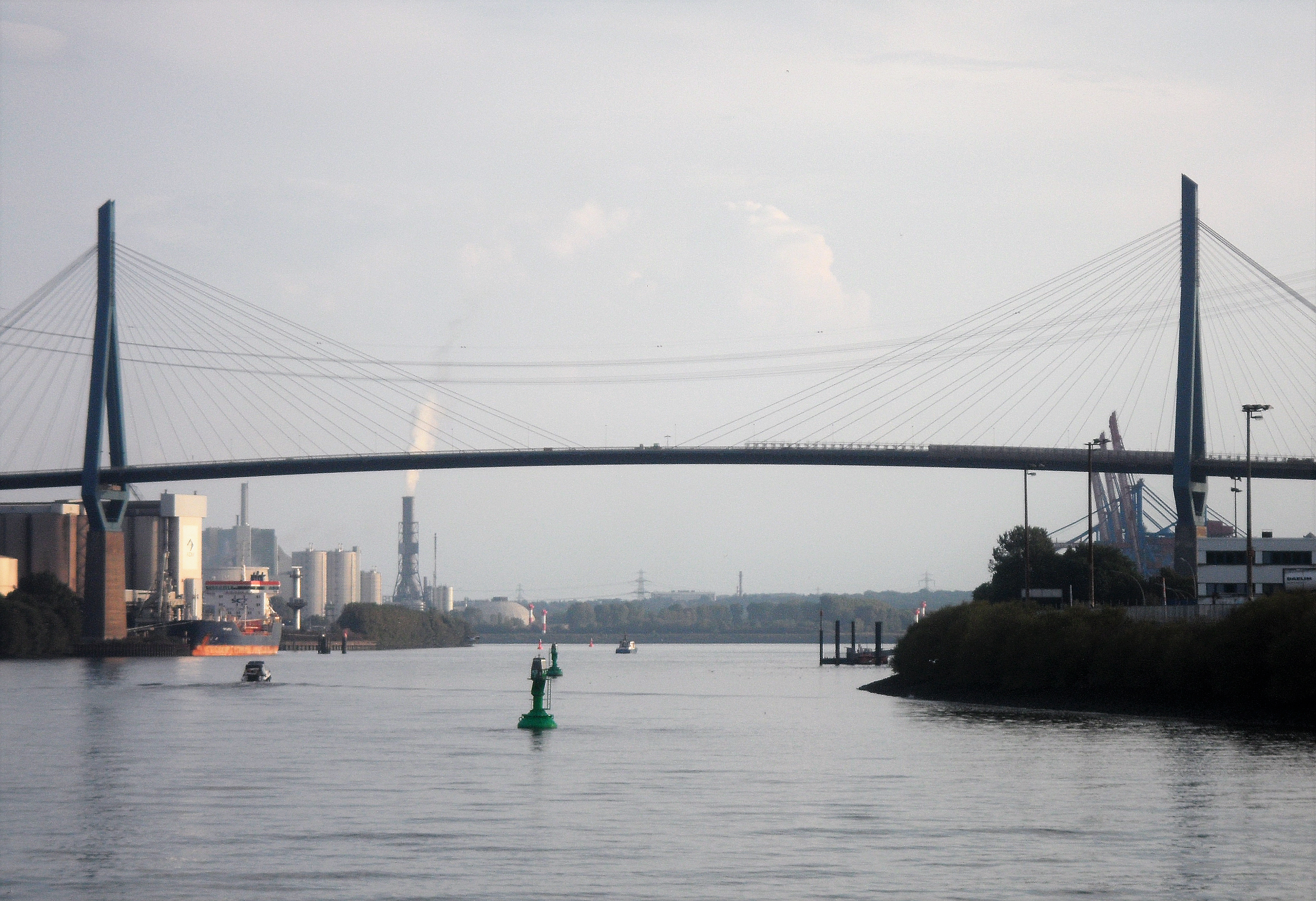
Die Köhlbrandbrücke vom Wasser aus gesehen mit Blickrichtung Süd-Ost
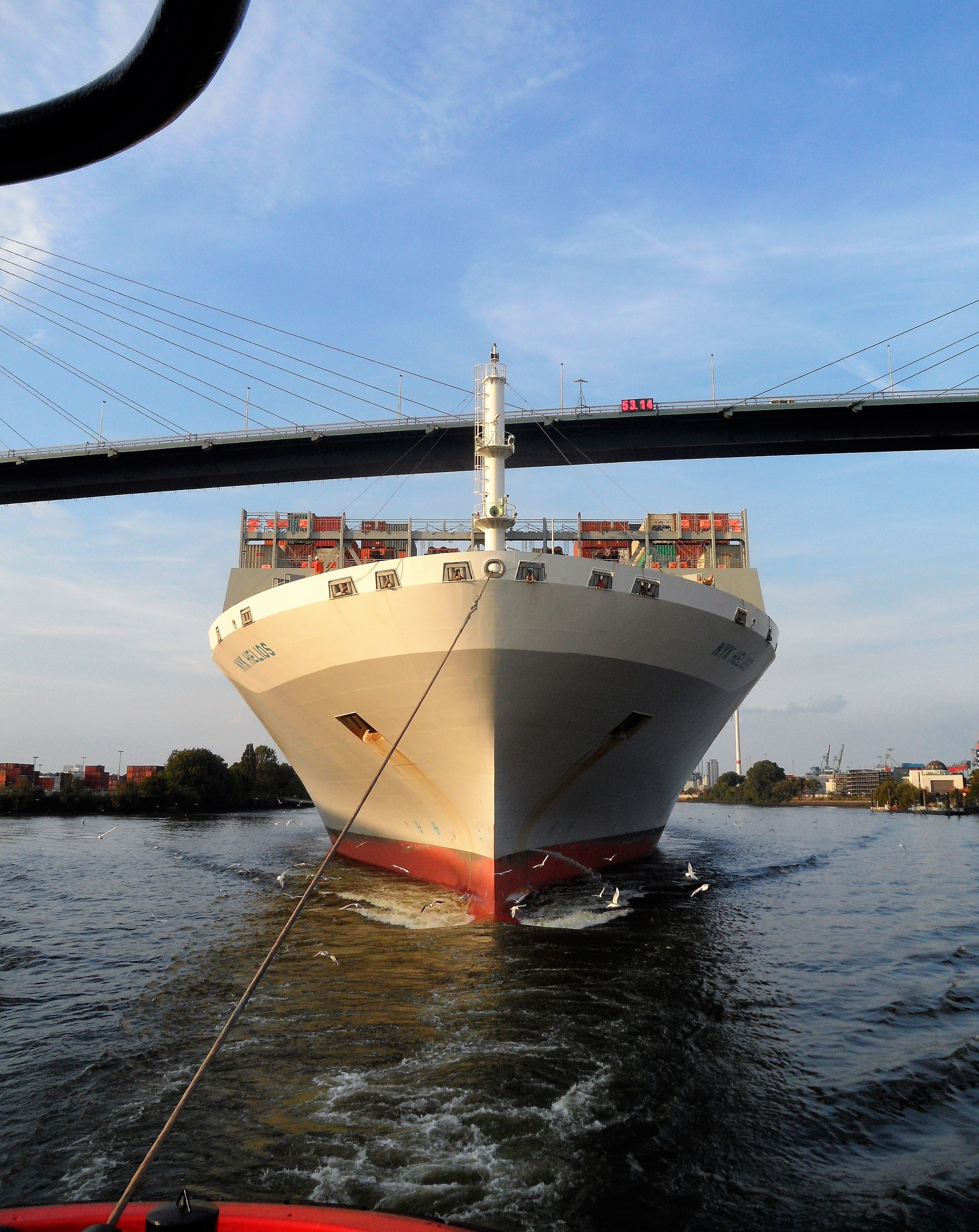
Containerschiff NYK Helios passiert die Köhlbrandbrücke (20. September 2014)
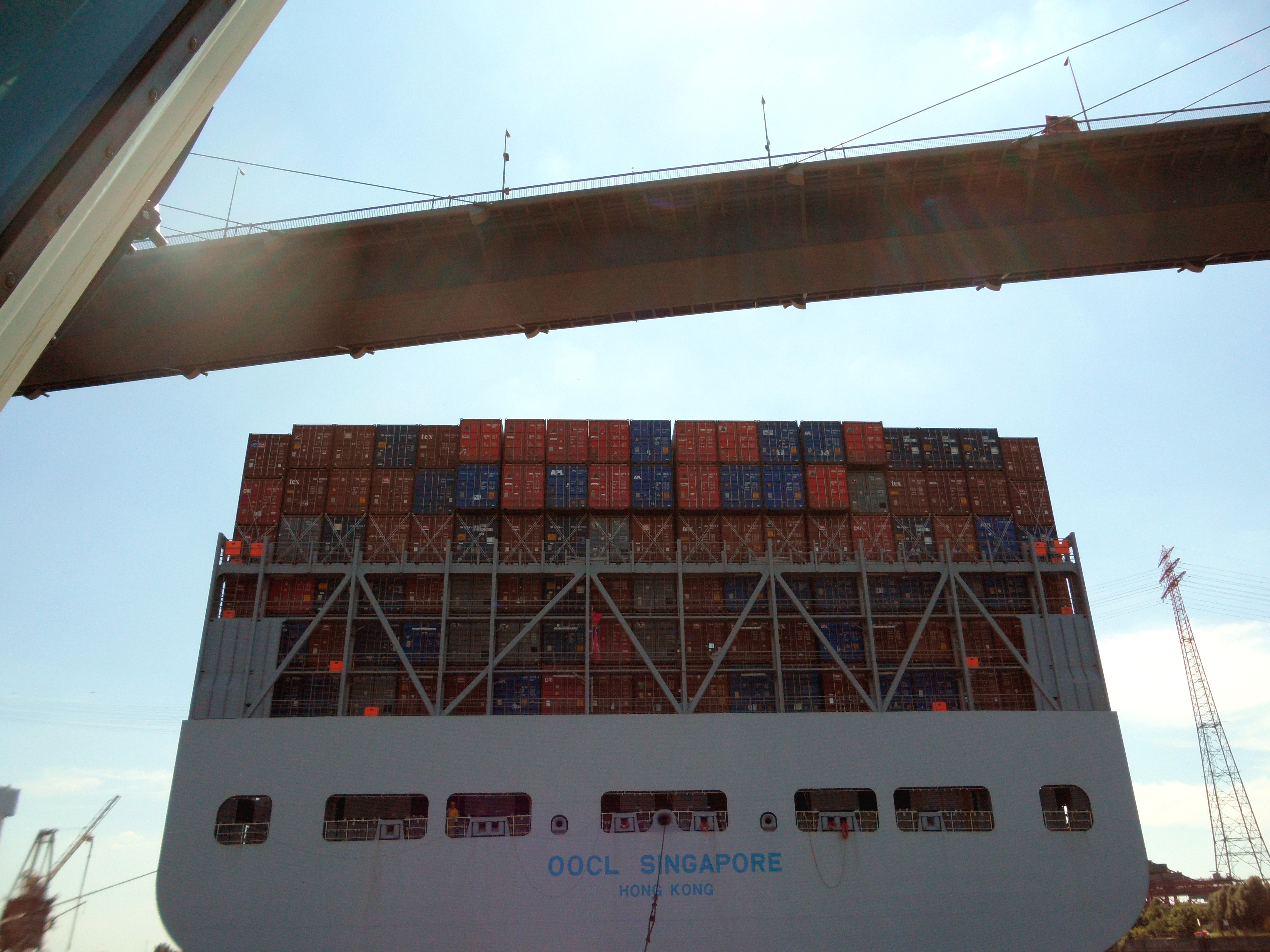
Großcontainerschiff OOCL Singapore unter der Köhlbrandbrücke (Heckansicht)
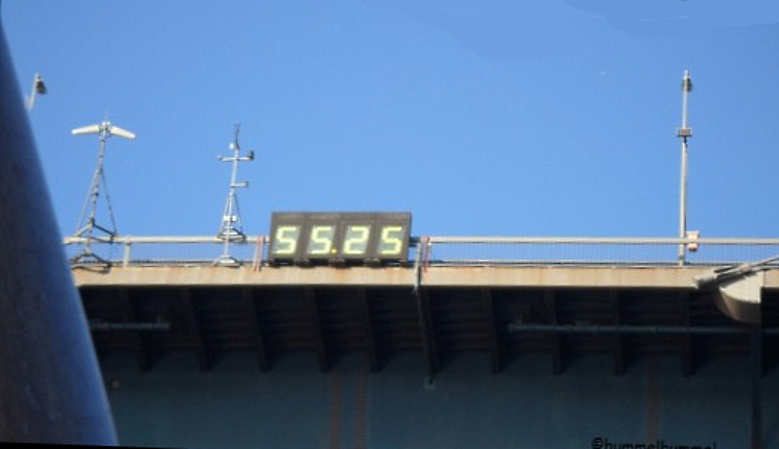
Köhlbrandbrücke, Brückenpegel-Anzeiger

## Unfälle
Am 20. Februar 1998 wurde die Köhlbrandbrücke vom niederländischen Schwimmkran „Rotterdam“ beschädigt. Der Ausleger des Krans rammte den Stahlkastenträger der Brücke, weil die Besatzung des Schwimmkrans die Auslegerhöhe falsch eingeschätzt hatte. Die Schäden, vor allem zwei quadratmetergroße Löcher im Träger, wurden während einer mehrwöchigen Vollsperrung der Brücke repariert.

## Geplanter Neubau
Im Juni 2012 gab der damalige Erste Bürgermeister Olaf Scholz bekannt, dass die Köhlbrandbrücke abgerissen und durch einen Neubau ersetzt werden soll. Anfang Januar 2017 informierte die Hamburger Hafenbehörde darüber, mit den Planungen für eine neue Köhlbrandbrücke begonnen zu haben. Sie müsste eine Durchfahrtshöhe von mindestens 73,5 Metern erhalten und sollte ab 2030 zur Verfügung stehen.
Laut einem Bericht des Hamburger Abendblatts im April 2018 und anderen hätte die Brücke nach alternativen Planungen durch einen doppelstöckigen Tunnel ersetzt werden können, in dem auf der unteren Ebene eine Fahrbahn für autonom fahrende Containertransporter vorgesehen ist. Ein Tunnel sei zwar im Bau teurer als eine neue Brücke, die Unterhaltskosten lägen dagegen langfristig deutlich niedriger. Durch den Wegfall der Brücke könnten Schiffe aller Größen bei jedem Wasserstand am Containerhafen Altenwerder anlegen.
Am 13. Februar 2020 unterzeichneten Andreas Scheuer, damals Bundesminister für Verkehr und digitale Infrastruktur, und Peter Tschentscher, Erster Bürgermeister der Freien und Hansestadt Hamburg, eine gemeinsame Absichtserklärung über die Erneuerung der Köhlbrandquerung. Demnach soll der Neubau der Köhlbrandquerung zur Bundesstraße umgestuft mit Bundesmitteln gefördert werden, so dass der Bund die Baukosten und die Stadt Hamburg die Instandhaltungskosten des Tunnels trägt. Die Hochstufung zur Bundesstraße erfolgte am 1. Februar 2021, damit wurde die Brücke mautpflichtig. Für 5,5 km stellt der Verlauf der Köhlbrandbrücke ab der östlichen Rampe (Einmündung Neuhöfer Damm) über die gesamte Länge sowie den anschließenden Abschnitt der Finkenwerder Straße, bis zur Anschlussstelle der A7 (Hamburg-Waltershof), das neue nördliche Ende der Bundesstraße 3 dar.
Nachdem Mitte 2023 die geschätzten Kosten für den Tunnel auf über 5,3 Mrd. € veranschlagt wurden, wurde von der Festlegung auf einen Tunnel wieder Abstand genommen, um erneut unterschiedliche Querungsvarianten zu prüfen. Im März 2024 einigte sich der Hamburger Senat auf eine neue, gut 20 m höhere Brücke, die mit 4,4 bis 5,3 Mrd. Euro 26 % billiger als ein Tunnel sein soll. Im Oktober 2024 wurde die Planung ausgeschrieben. Dabei war die Festlegung der Grundzüge der Konstruktion und Gestaltung im vierten Quartal 2025, das Einleiten des Planfeststellungsverfahrens 2030, die Verkehrsfreigabe 2042 und der Abriss der alten Brücke bis 2046 vorgesehen.
Für den Zeitraum von 2024 bis zum geplanten Baubeginn 2034 müsste bei einer Nutzung von 35.000 Fahrzeugen täglich eine Brückenmaut von 40 Euro je Überfahrt berechnet werden, um die Neubaukosten aufzubringen.

## Trivia
Die Köhlbrandbrücke dient als Schauplatz im Film Bandits von Katja von Garnier, in dem die Hauptfiguren, eine im Gefängnis gegründete und dann geflohene Frauenband, einen Sprung in die Tiefe wagen, um der auf beiden Seiten aufgefahrenen Polizei zu entkommen.